# マリンピア沖洲
マリンピア沖洲（－おきのす）は、徳島県徳島市東沖洲の徳島小松島港に浮かぶ人工島である。別称は沖洲流通港湾。
既に完成している第1期（約220ha）と、現在工事が進められている第2期（約40ha）とにわかれる。

## 歴史
- 1964年 - 計画
- 1986年 - 第1期埋立開始
- 1993年 - 第1期埋立完了
- 2005年 - 第2期埋立開始

## 第2期計画
現在は島になっているが、第2期の工事では四国との間にある海が埋め立てられ陸続きとなる。そして、その部分に高速道路やインターチェンジ等が建設される予定である。

## 施設
- 徳島工業団地
- 沖洲マリンターミナル

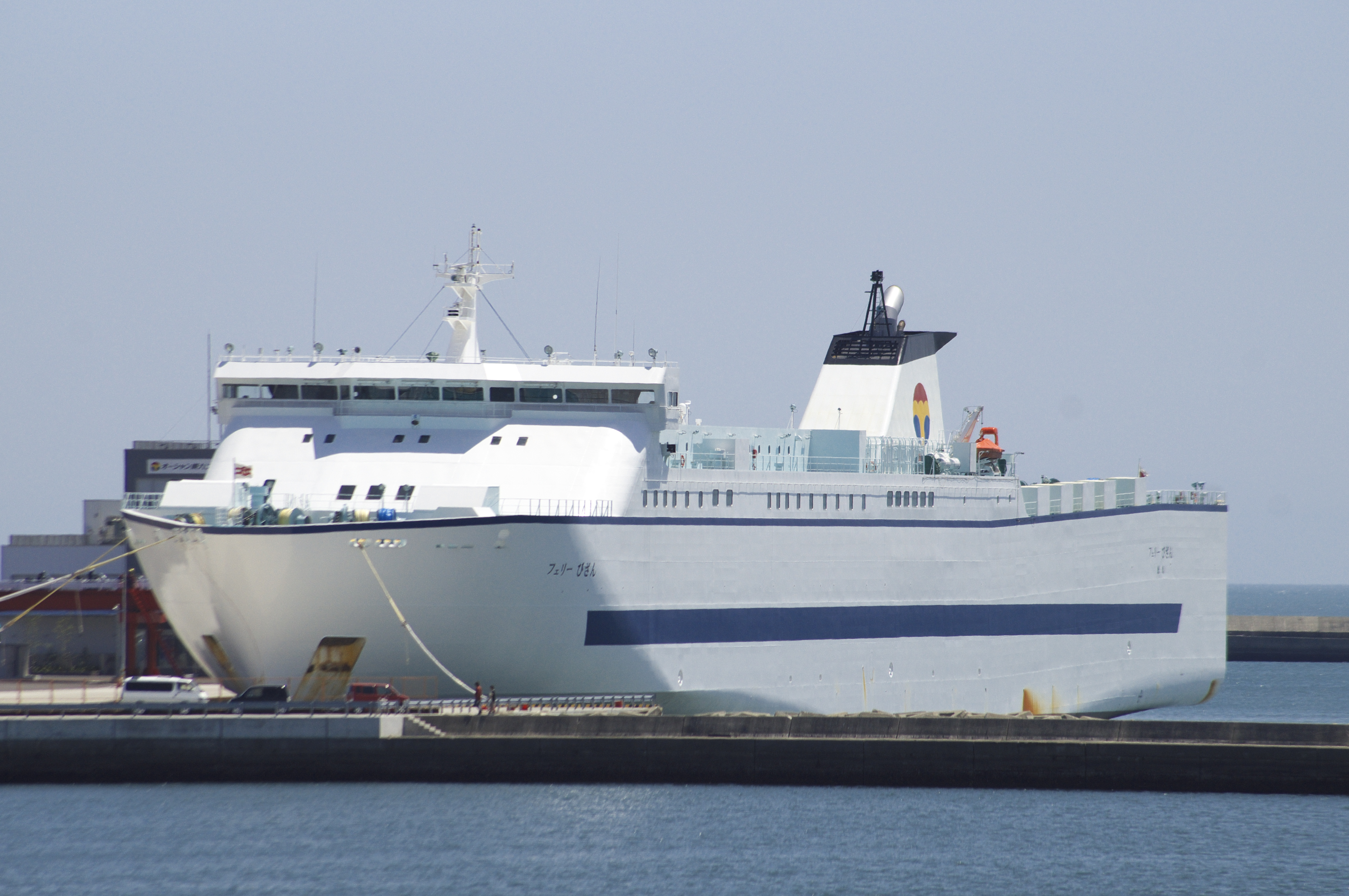
オーシャン東九フェリー新ターミナルに接岸する「フェリーびざん」

  - 徳島県立人権教育啓発推進センター（あいぽーと徳島）
- マリンターミナルパーク
- オーシャン東九フェリー徳島港フェリーターミナル
- 徳島新鮮なっとく市
- 徳島県道204号徳島沖洲インター線
- 徳島南部自動車道
- 徳島沖洲インターチェンジ

## 交通
- JR徳島駅前より徳島市交通局沖州・南海フェリー末広住宅前（マリンピア経由）行き、もしくはオーシャン東九フェリー行きを利用。

座標: 北緯34度3分37.7秒 東経134度35分58.1秒 / 北緯34.060472度 東経134.599472度